# Maserati MSG Racing
A Maserati MSG Racing é uma equipe ítalo-monegasca de automobilismo que atualmente disputa a Fórmula E, campeonato este que é organizado pela Federação Internacional de Automobilismo (FIA). A equipe foi formada a partir da Venturi Racing e fez sua estreia na categoria na temporada de 2022–23.

## História
Após oito temporadas no grid da Fórmula E, a equipe Venturi Racing — que havia sido adquirida por um grupo de investidores estadunidenses liderado por Scott Swid e Jose María Aznar Botella em dezembro de 2020 —, anunciou em setembro de 2022 que seria renomeada para Monaco Sports Group (MSG) para a disputa da categoria a partir da temporada de 2022–23. Com isso, marcando o fim do nome "Venturi", que esteve presente no grid da Fórmula E desde sua temporada inaugural.
A então Venturi Racing havia anunciado uma parceria de título e trem de força com a Maserati em 7 de abril de 2022, depois que a fabricante italiana de automóveis de luxo anunciou, em 9 de janeiro de 2022, que se juntaria à Fórmula E na temporada de 2022–23. Assim, a equipe baseada em Mônaco foi rebatizada para Maserati MSG Racing e passou a utilizar trens de força fornecidos pela Maserati. Com esse acordo, que é válido até o fim da temporada de 2025–26, a Maserati obteve os direitos de nomeação de entrada compartilhada sem possuir a propriedade da licença e uma identidade significativa no carro, mas com a equipe sendo controlada e administrada pela MSG — a proprietária da licença de entrada da Fórmula E da equipe — a partir de sua sede em Mônaco, com a Stellantis Motorsport supervisionando a integração técnica e esportiva de ambas as marcas no campeonato mundial para monopostos elétrico.
A entrada da Maserati na era Gen3 da Fórmula E como fabricante se tornou possível após as diretrizes de marcas adicionais especialmente adaptadas pela Fórmula E no início de 2022, abriu o caminho para a fabricante italiana se tornar uma marca adicional da Stellantis na categoria, ao lado da DS Automobiles. Dessa forma, a Maserati pode usar sob sua marca, trens de força concebidos e desenvolvidos pela DS, que é a marca originalmente registrada do Grupo Stellantis, sob o qual a Maserati também reside.

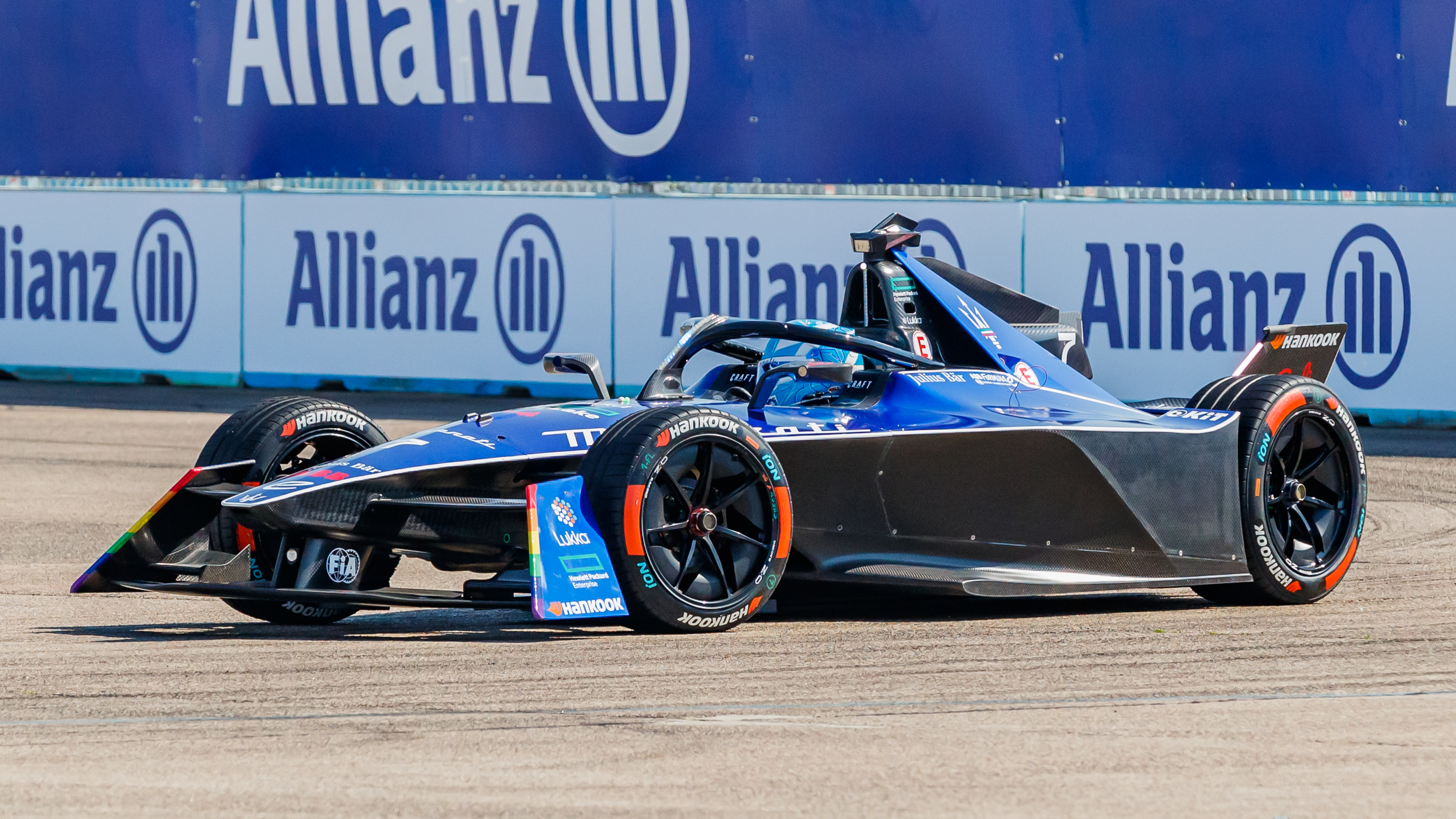
Maximilian Günther no ePrix de Berlim de 2023.

A temporada de 2022–23 marcou o retorno da marca Maserati às competições de monopostos após 65 anos, quando a fabricante havia disputado a Fórmula 1 pela última vez em 1957.
Em 16 de outubro de 2023, foi divulgado que seu chefe da equipe, James Rossiter, havia deixado o cargo apenas há uma semana antes da realização do teste de pré-temporada em Valência. Com isso, José M. Aznar, passou a acumular a função de chefe de equipe. Em maio ďe 2024, a Maserati MSG promoveu o chefe de engenharia, Cyril Blais, oficialmente ao posto de chefe de equipe interino. Com Blais recebendo uma nova promoção no início de outubro do mesmo ano, e foi efetivado na função de chefe de equipe para a temporada de 2024–25 da Fórmula E, que começou em dezembro.
Em novembro de 2024, a Maserati se tornou a quinta fabricante a se comprometer com o conjunto de regras Gen4 da Fórmula E, um ciclo que começa no final de 2026 e vai até o final de 2030. Assim, a marca do tridente, se juntou à Porsche, Jaguar, Nissan e Lola.

## Resultados
(legenda) (resultados em negrito indicam pole position; resultados em itálico indicam volta mais rápida)
| 2021–22: ROKiT Venturi Racing | 2021–22: ROKiT Venturi Racing | 2021–22: ROKiT Venturi Racing | 2021–22: ROKiT Venturi Racing | 2021–22: ROKiT Venturi Racing | 2021–22: ROKiT Venturi Racing | 2021–22: ROKiT Venturi Racing | 2021–22: ROKiT Venturi Racing | 2021–22: ROKiT Venturi Racing | 2021–22: ROKiT Venturi Racing | 2021–22: ROKiT Venturi Racing | 2021–22: ROKiT Venturi Racing | 2021–22: ROKiT Venturi Racing | 2021–22: ROKiT Venturi Racing | 2021–22: ROKiT Venturi Racing | 2021–22: ROKiT Venturi Racing | 2021–22: ROKiT Venturi Racing | 2021–22: ROKiT Venturi Racing | 2021–22: ROKiT Venturi Racing | 2021–22: ROKiT Venturi Racing | 2021–22: ROKiT Venturi Racing | 2021–22: ROKiT Venturi Racing | 2021–22: ROKiT Venturi Racing | 2021–22: ROKiT Venturi Racing | 2021–22: ROKiT Venturi Racing | 2021–22: ROKiT Venturi Racing |
| Ano                           | Nome                          | Chassi                        | Trem de força                 | Pneu                          | N.°                           | Piloto                        | 1                             | 2                             | 3                             | 4                             | 5                             | 6                             | 7                             | 8                             | 9                             | 10                            | 11                            | 12                            | 13                            | 14                            | 15                            | 16                            | Pontos da Equipe              | Pos. da Equipe                |                               |
| ----------------------------- | ----------------------------- | ----------------------------- | ----------------------------- | ----------------------------- | ----------------------------- | ----------------------------- | ----------------------------- | ----------------------------- | ----------------------------- | ----------------------------- | ----------------------------- | ----------------------------- | ----------------------------- | ----------------------------- | ----------------------------- | ----------------------------- | ----------------------------- | ----------------------------- | ----------------------------- | ----------------------------- | ----------------------------- | ----------------------------- | ----------------------------- | ----------------------------- | ----------------------------- |
| 2022–23                       | Maserati MSG Racing           | Spark Gen3                    | Maserati Tipo Folgore         | H                             |                               |                               | MEX                           | DAR                           | DAR                           | HAI                           | CCB                           | SPL                           | BER                           | BER                           | MON                           | JAC                           | JAC                           | PRT                           | ROM                           | ROM                           | LON                           | LON                           | 6                             | 140º                          |                               |
| 2022–23                       | Maserati MSG Racing           | Spark Gen3                    | Maserati Tipo Folgore         | H                             | 7                             | Maximilian Günther            | 11                            | WD                            | 19                            | 13                            | Ret                           | 11                            | 3                             | 6                             | Ret                           | 3                             | 1                             | 6                             | 3                             | 6                             | 12                            | 14                            | 6                             | 140º                          |                               |
| 2022–23                       | Maserati MSG Racing           | Spark Gen3                    | Maserati Tipo Folgore         | H                             | 48                            | Edoardo Mortara               | Ret                           | Ret                           | 9                             | 10                            | Ret                           | Ret                           | 9                             | Ret                           | 11                            | 6                             | 8                             | Ret                           | Ret                           | 4                             | 5                             | 11                            | 6                             | 140º                          |                               |
| 2023–24                       | Maserati MSG Racing           | Spark Gen3                    | Maserati Tipo Folgore         | H                             |                               |                               | MEX                           | DAR                           | DAR                           | SPL                           | TOQ                           | MIS                           | MIS                           | MON                           | BER                           | BER                           | XAN                           | XAN                           | PRT                           | PRT                           | LON                           | LON                           | 81                            | 8º                            |                               |
| 2023–24                       | Maserati MSG Racing           | Spark Gen3                    | Maserati Tipo Folgore         | H                             | 7                             | Maximilian Günther            | 4                             | 7                             | 9                             | 9                             | 1                             | 3                             | 12                            | 9                             | Ret                           | Ret                           | 21                            | 8                             | Ret                           | 8                             | Ret                           | Ret                           | 81                            | 8º                            |                               |
| 2023–24                       | Maserati MSG Racing           | Spark Gen3                    | Maserati Tipo Folgore         | H                             | 18                            | Jehan Daruvala                | 16                            | 20                            | Ret                           | 15                            | 17                            | Ret                           | 9                             | 18                            | 17                            | 7                             | 19                            | 17                            | 16                            | 12                            | 18                            | Ret                           | 81                            | 8º                            |                               |
| 2024–25                       | Maserati MSG Racing           | Spark Gen3                    | Maserati Tipo Folgore         | H                             |                               |                               | SPL                           | MEX                           | GID                           | GID                           | MIA                           | MON                           | MON                           | TOQ                           | TOQ                           | XAN                           | XAN                           | JAC                           | BER                           | BER                           | LON                           | LON                           | 0*                            | °*                            |                               |
| 2024–25                       | Maserati MSG Racing           | Spark Gen3                    | Maserati Tipo Folgore         | H                             | 2                             | Stoffel Vandoorne             |                               |                               |                               |                               |                               |                               |                               |                               |                               |                               |                               |                               |                               |                               |                               |                               | 0*                            | °*                            |                               |
| 2024–25                       | Maserati MSG Racing           | Spark Gen3                    | Maserati Tipo Folgore         | H                             | 5                             | Jake Hughes                   |                               |                               |                               |                               |                               |                               |                               |                               |                               |                               |                               |                               |                               |                               |                               |                               | 0*                            | °*                            |                               |

Notas
* Temporada ainda em andamento.
† – Não completaram a prova, mas foram classificados, pois concluíram 90% da prova.